# Club Atlético Villa Siburu Central
El Club Atlético Villa Siburu Central es una entidad deportiva situada en el barrio con el mismo nombre de la ciudad de Córdoba, Argentina. 
Su única actividad es el fútbol y en la actualidad se encuentra disputando la Liga Cordobesa de Fútbol en la categoría B<ref>http://mundod.lavoz.com.ar/futbol/largan-los-torneos-de-la-liga-cordobesa</referencia